# Atacamatitan
Atacamatitan ist eine Gattung sauropoder Dinosaurier aus der Gruppe der Titanosauria. Bisher ist lediglich ein einziges, sehr fragmentarisches Skelett bekannt, das in der Atacamawüste im nördlichen Chile gefunden wurde und auf die Oberkreide datiert wird. Wie alle Sauropoden war Atacamatitan ein großer, quadrupeder (vierfüßiger) Pflanzenfresser mit langem Hals und Schwanz. Diese Gattung wurde 2011 mit der einzigen Art, Atacamatitan chilensis, von Forschern um Alexander Kellner erstmals wissenschaftlich beschrieben.

## Merkmale
Die Vorderbeine waren kräftiger gebaut als die Hinterbeine. So war der Oberschenkelknochen mit einer Länge von 1,1 m und einer Schaftdicke von nur 12,5 cm (gemessen auf halber Höhe des Knochens) relativ grazil gebaut. Dennoch war der Oberarmknochen länger als der vieler anderer, abgeleiteter (fortgeschrittener) Titanosaurier wie Saltasaurus. Die Dicke des Oberschenkelknochenschafts nimmt bei Atacamatitan gleichmäßig ab, anders als bei anderen Vertretern der Titanosauria, bei denen die Schaftdicke nur wenig variiert.
Die Rückenwirbel waren deutlich opisthocoel (auf der Vorderseite konvex und auf der Hinterseite konkav), während Hyposphen-Hypantrum-Verbindungen fehlten, wie bei vielen anderen Vertretern der Titanosauria. Von anderen Vertretern unterschieden sich die Rückenwirbel durch die seitlichen Aushöhlungen (Pleurocoele) der Wirbelkörper, die rundlicher und kürzer waren und sich nicht nach vorne zuspitzten, sowie durch eine stark konkave Unterseite der Wirbelkörper. Die Schwanzwirbel dagegen waren procoel (auf der Vorderseite konkav und auf der Hinterseite konvex), wobei Pleurocoele fehlten. Im Unterschied zu verwandten Gattungen wiesen die Schwanzwirbel einen seitlich abgeflachten Dornfortsatz mit einem klingenförmigen vorderen Rand auf.

## Systematik
Die genauen Verwandtschaftsbeziehungen dieser Gattung sind unbekannt. Allerdings scheint Atacamatitan weder ein besonders basaler (ursprünglicher), noch ein besonders abgeleiteter (fortgeschrittener) Titanosaurier gewesen zu sein. So war diese Gattung basaler als die Vertreter der Saltasauridae, aber abgeleiteter als Malawisaurus. Gleichzeitig kann eine Zugehörigkeit zu den Aeolosaurini ausgeschlossen werden.

## Bedeutung, Fund und Entdeckung
Wirbeltierfossilien aus Chile sind relativ selten. Atacamatitan stellt den bislang vollständigsten Fund eines Dinosauriers aus der Region Antofagasta und einen der am vollständigsten erhaltenen Titanosaurierfunde aus Chile dar. Der Fund stammt aus den Schichten der Tolar-Formation, deren Alter bislang unbekannt war. Atacamatitan zeigt, dass diese Formation auf die Oberkreide datiert werden kann, und nicht etwa auf das Paläozän, was vorher nicht ausgeschlossen werden konnte.
Der Fund (Holotyp, Exemplarnummer SGO-PV-961) besteht aus einem rechten Oberschenkelknochen (Femur), dem unteren Ende eines Oberarmknochens (Humerus), Wirbel (zwei Rückenwirbel und die vorderen Schwanzwirbel), Rippen, ein Fragment des Brustbeins (Sternum) sowie weitere, nicht identifizierbare Fragmente. Diese Fossilien wurden auf einer Fläche von 2 m² ausgegraben. Sie sind von rötlicher Farbe und aufgrund von starker Permineralisation sehr schwer. Heute befinden sie sich in der Sammlung des Museo Nacional de Historia Natural in Santiago de Chile. Der Fundort befindet sich nahe der Stadt Conchi Viejo in der chilenischen Region Antofagasta.
Der Fundort wurde im Februar 2000 während einer gemeinsamen Expedition brasilianischer und chilenischer Forscher entdeckt, welche zuerst auf den an der Oberfläche exponierten Oberschenkelknochen aufmerksam wurden. Das Skelett konnte jedoch erst während einer zweiten Expedition im Juli des darauffolgenden Jahres geborgen werden. Wissenschaftlich beschrieben wurde der Fund 2011 von Forschern um den brasilianischen Paläontologen Alexander Kellner. Der Name Atacamatitan chilensis nimmt Bezug auf den Fundort und weist auf die Atacamawüste sowie auf Chile. Die Endung -titan, die für zahlreiche Titanosaurier Verwendung findet, weist auf die Titanen der griechischen Mythologie.